# Marquesado de Soto de Aller
El marquesado de Soto de Aller es un título nobiliario español creado el 20 de diciembre de 1846 por la reina Isabel II, a favor de Joaquín Posada y Moscoso, coronel de infantería y caballero de la Orden de Santiago.
Se concedió con el vizcondado previo de Miravalles, que quedó anulado al mismo tiempo que la concesión del marquesado de Soto de Aller. Sin embargo, el 26 de septiembre de 1847, la misma reina lo concedió como perpetuo y hereditario, para los primogénitos del marquesado de Soto de Aller.
Su denominación hace referencia a la localidad de «Soto», parroquia del concejo asturiano de Aller.

## Marqueses de Soto de Aller

Escudo de Aller, Principado de Asturias

|                                     | Titular                          | Periodo                  |
| Creación por \|Isabel II            | Creación por \|Isabel II         | Creación por \|Isabel II |
| ----------------------------------- | -------------------------------- | ------------------------ |
| I                                   | Joaquín Posada y Moscoso         | 1846-1856                |
| II                                  | Julio Posada D'Estoup            | 1856-1857                |
| Rehabilitación por Francisco Franco |                                  |                          |
| III                                 | Juan Antonio Gamazo y Abarca     | 1952-1965                |
| IV                                  | Claudio Gamazo y Arnús           | 1965-1984                |
| V                                   | Germán Manuel Gamazo y Hohenlohe | 1987-actual titular      |

## Historia de los marqueses de Soto de Aller
- Joaquín Posada y Moscoso Rubín de Celis y Noriega (Oruro, 1769-31 de diciembre de 1856), I marqués de Soto de Aller, I vizconde de Miravalles,[1][3] caballero de la Orden de Santiago (1852) y coronel de infantería.[4]

Casó con María de los Dolores D'Estoup y Cairón. Le sucedió su hijo:
- Julio Posada y D'Estoup (1835-9 de noviembre de 1857), II marqués de Soto de Aller y II vizconde de Miravalles.[3]

Sin descendientes. Testó a favor del hermano de su madre, su tío y tutor Manuel D'Estoup y Cairón, solicitando este la sucesión el 10 de junio de 1859, sin que le fuese concedida. Por real orden de 14 de mayo de 1862, se expidió carta de sucesión para el marquesado a favor de Eudoxia Gutiérrez Castañón quien no pagó el impuesto correspondiente y la concesión no surtió efecto y el título quedó vacante hasta que fue rehabilitado en 1952:
Rehabilitado en 1952
- Juan Antonio Gamazo y Abarca (Madrid, 21 de octubre de 1883[3]-10 de julio de 1968), III marqués de Soto de Aller, I conde de Gamazo, III vizconde de Miravalles,[5] político, gobernador del Banco de España, diputado a Cortes por el distrito de Valedorras (1909) y por Medina del Campo (1910-1923).[6] Era hijo de Germán Gamazo Calvo y de Regina de Abarca Flejó, casados el 13 de febrero de 1880.[3]

Casó con Marta Arnús y Gayón. En 1965, por distribución, le sucedió su hijo:
- Claudio Gamazo y Arnús (5 de febrero de 1915-1984),[3] IV marqués de Soto de Aller.[7] Su hermano, el II conde de Gamazo, que murió sin descendientes, obtuvo, el mismo día que su padre rehabilitó el marquesado de Soto de Aller, la autorización para utilizar, como hijo primogénito, el título de Vizconde de Miravalles.[5]

Casó con María Francisca Hohenlohe Iturbe, III marquesa de Belvís de las Navas. Le sucedió su hijo en 1986:
- Germán Manuel Gamazo y Hohenlohe (n. 14 de junio de 1951), V marqués de Soto de Aller,[8][3] III conde de Gamazo y V vizconde de Miravalles.

Casó con Isabelle Sourdeau Gouadau.